# Toyota iQ
Toyota iQ er en bybil fra Toyota Motor Corporation der første gang blev vist for for offentligheden på Geneva Auto Show i marts 2008, mens salget i Japan begyndte i oktober 2008 og i Europa i januar 2009.  Produktionen begyndte efter at der var blevet vist en konceptbil på Frankfurt Auto Show i 2007. En Nordamerikansk udgave af bilen markedsføres under mærket Scion som Scion iQ, det blev lanceret på det amerikanske marked i oktober 2011 begyndende i USAs vestkyststater og Canada.
Navnet iQ er et akronym og initialer for intelligence quotient, hvilket minder om konkurrenten Smart Fortwo.  Ifølge Toyota står i for "individuality" "innovation" og "intelligence", mens Q står for "quality" og peger på at iQ er "cubic"-formet. Den blev udnævnt som Årets bil i Japan i 2008. Længden på bilen er i overensstemmelse for de japanske myndigheders regler for klassificering som Kei-Car (dvs. letkøretøj), men det er bredden og motorstørrelsen ikke og derfor er den klassificeret som en mikrobil.
iQ blev designet på Toyota European Design and Development (Toyota ED2) studio i Nice i Frankrig.

## Aston Martin Cygnet
Aston Martin Cygnet er en 3-dørs hatchback markedsført af Aston Martin fra 2011 som en genmærket variant af Toyota iQ.  Cygnet muliggør det for Aston Martin at leve op til EUs emissionsregulatativer, der træder i kraft fra 2012.